# Phalacra
Phalacra és un gènere de papallones nocturnes de la subfamília Drepaninae.

## Taxonomia
- Phalacra acutipennis Swinhoe, 1903
- Phalacra buchsbaumi Holloway, 1998
- Phalacra columba Holloway, 1998
- Phalacra kagiensis Wileman, 1916
- Phalacra strigata Warren, 1896
- Phalacra vidhisara (Walker, 1860)
- Phalacra excisa Hampson, 1892
- Phalacra ochrea Warren, 1922
- Phalacra rufa Hampson, 1910
- Phalacra albilinea Warren, 1899
- Phalacra nigrilineata Warren, 1922
- Phalacra perspicaria (Fabricius, 1798)

## Espècies antigues
- Phalacra metagonaria Walker, 1866
- Phalacra multilineata Warren, 1897